# Cinkpatina
A cinkpatina a cink (elterjedtebb nevén horgany) felületén kialakuló bázikus cink-karbonátokból és cink-oxidból felépülő vékony, hártyaszerű réteg, amely meggátolja a cink további korrózióját. A cinkpatina világosszürke, igen vékony hártya. Ez egy stabil vízben oldhatatlan védőréteget ad a horganynak. Ez a folyamat csak akkor játszódik le ilyen optimálisan, ha a horganyzott termék felülete a nedvesség hatása után le tud száradni.
Keletkezési ideje:
- száraz levegőn - ~ 100 nap,
- 33%-os relatív légnedvesség tartalomnál - ~ 14 napon belül,
- 75% relatív légnedvesség tartalomnál - 3 napon belül.

A cinkpatina kialakulásának sebessége függ a környezet nedvesség tartalmától, a mikroklímától, a felület szellőzöttségétől, a levegő szennyezettségétől, és a horganyréteg alumínium tartalmától. Száraz szennyeződésmentes levegőn akár több hónapig is eltarthat a cinkpatina képződése.
A cinkpatina ott tud kialakulni, ahol a friss bevonatot nem éri folyamatosan nedvesség, hanem szellős módon tárolják a darabokat. Ahol azonban a frissen tűzihorganyzott felületet folyamatosan nedvesség éri (eső, kondenzvíz, hólé, páralecsapódás stb.) ott a fehérrozsdásodás jelensége lép fel. Amennyiben a cinkpatina már kialakult a felületen, a fehérrozsdásodás jelensége nem jelent veszélyt a bevonatra. A gyengébben korrodálódott felületek esetében a fehérrozsda eltávolítása után szinte nyom nélkül kialakulhat a cinkpatina.